# Correspondance de Jane Austen
La correspondance de Jane Austen - la femme de lettres britannique auteur de Orgueil et Préjugés - composée à l'origine de plusieurs milliers de lettres, a aujourd'hui disparu pour l'essentiel. L'une des raisons principales (mais non la seule) de cette disparition est la destruction d'un grand nombre de ces lettres par Cassandra Austen, la sœur de Jane. La perte de ces lettres se traduit par le fait que, malgré la très grande notoriété de ses romans, la vie de Jane Austen reste aujourd'hui encore très mal connue, privant les spécialistes de la femme de lettres d'une source historique essentielle.   

## Les lettres écrites par Jane Austen
Le nombre de lettres écrites par Jane Austen a pu être estimé à 3 000. Il en reste aujourd'hui 160 environ. 
Jane Austen a écrit ces lettres à ses nombreux proches : sa sœur Cassandra, bien sûr, chaque fois qu'elle était séparée d'elle. Ses nièces préférées, Fanny Knight et Anna Austen-Lefroy ensuite.
La première édition des lettres de Jane Austen connue aujourd'hui est celle établie par Edward, Lord Brabourne, qui n'était autre qu'Edward Hugessen Knatchbull-Hugessen, fils de Fanny Knight, et petit-fils d'Edward Knight, l'un des frères de Jane Austen. Cette première édition, publiée en 1884, est très incomplète, puisqu'elle ne représente que les deux-tiers environ des lettres qui survivent encore aujourd'hui.
Une édition beaucoup plus complète de cette correspondance est celle qui est établie par R. W. Chapman, dans sa publication académique de 1932, qui met ainsi à la disposition du public la totalité des lettres de Jane Austen connues à l'époque.
L'édition la plus récente et la plus riche est la troisième édition, datée de 1995, de la révision faite par Deirdre Le Faye du recueil de R. W. Chapman.

## Causes de leur disparition
Selon l'une des nièces de Jane Austen, Caroline (sœur de James Edward Austen-Leigh, l'auteur de A Memoir of Jane Austen), « tante Cassandra les examina et en brûla la plus grande partie (à ce qu'elle m'a dit) deux ou trois ans avant sa propre mort ».

## Accueil critique
Les premières éditions des lettres de Jane Austen furent reçues assez froidement. Lors de la sortie du recueil établi en 1932 par R. W. Chapman, un certain nombre de critiques, tels que E. M. Forster, s'étonnèrent du peu de matière de ces lettres et de l'absence de sujets d'importance (mais à vrai dire essentiellement masculins) : « elle ne prête aucune attention, écrit E. M. Forster, ni à la politique, ni à la religion, et ne parle jamais de la guerre sauf pour ce qui est de l'argent des prises (prize money) qu'elle permet à ses frères d'obtenir ».